# Beatrix Potter
Helen Beatrix Potter (Londres, 28 de julho de 1866 — Lakeland, 22 de dezembro de 1943) foi uma escritora, ilustradora, micologista e conservacionista inglesa, célebre por seus livros infantis de grande originalidade e valor intemporal. Sua obra mais famosa é A História do Pedro Coelho, um relato das travessuras do Peter Rabbit na horta do Seu Gregório.

## Biografia
Beatrix Potter nasceu no nº 2 de Bolton Gardens, em Kensington Square, Londres, no dia 28 de julho de 1866. Sua família, da alta burguesia, era ligada ao comércio de algodão. Ela estudou em casa e recebeu das governantas uma educação vitoriana. Teve um irmão, Bertram, seis anos mais novo do que ela. 
Beatrix e o seu irmão cresceram com poucos amigos fora da sua família. Os seus pais tinham inclinações artísticas, interessavam-se pela natureza e gostavam do campo. Quando eram crianças, Beatriz e Bertham tinham vários animais de estimação. Na sala onde tinham aulas, mantinham ratos, coelhos, um ouriço e alguns morcegos, assim como uma coleção de borboletas e outros insetos que desenhavam e estudavam. Beatrix dedicava-se a tratar dos animais e levava-os consigo quando a família ia de férias. 
Quando Bertram foi estudar fora, Beatrix, uma menina tímida, reservada e solitária, tinha como companhia os seus animais de estimação. Ela gostava de observar o comportamento deles e começou a desenhá-los quando tinha nove anos. Nas férias de verão, viajava com a família para o campo. Foi primeiro para a Escócia e, mais tarde, para Lake District, na Grã-Bretanha. Aprendeu a apreciar a natureza de perto. Mais tarde estudou arte e história natural. 
Na adolescência, Beatrix Potter começou a escrever um diário secreto, em código. Quinze anos após a sua morte, o código pôde ser decifrado. Foi publicado em inglês, sob o título de Beatrix Potter: A Journal.
O pai de Beatrix, Rupert William Potter (1832-1914), embora fosse advogado, seguia o comportamento dos homens abastados da sua época: raramente exercia a profissão e passava os seus dias em clubes de cavalheiros. Sua mãe, Helen Potter Leech (1839-1932), filha de um comerciante do algodão, embora gostasse de pintura, dedicava-se a cultivar novas relações sociais. A família mantinha-se com a renda herdada dos avós de Beatrix.
No verão, Rupert Potter alugava uma casa no campo; primeiramente, em Perthshire, na Escócia, onde a família passou onze verões, de 1871 a 1881; mais tarde, uma outra casa, na região de Lake District, na Inglaterra. Em 1882, a família encontrou-se com o pároco do lugar, Canon Hardwicke Rawnsley, que temia os efeitos causados pelo turismo e pela indústria em Lake District. Mais tarde, em 1895, ele obteria apoio nacional para ajudá-lo a proteger o campo. Beatrix Potter apaixonara-se pelas montanhas ásperas e pelos lagos escuros e aprendera com Rawnsley a importância de tentar proteger a região, algo que iria permanecer com ela o resto da sua vida.

## Carreira artística e literária

### Influências

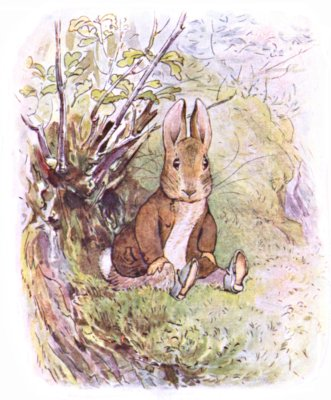
O Coelho Benjamim foi uma das primeiras personagens que Beatrix Potter vendeu a uma editora.

O interesse de Beatrix na ilustração e na literatura foi profundamente influenciado por contos de fada. Ela cresceu com as Fábulas de Esopo, os contos dos Irmãos Grimm e de Hans Christian Andersen e contos tradicionais e mitológicos escoceses. As histórias do Compadre Coelho de Joel Chandler Harris eram bastante apreciadas pela sua família e Beatrix estudou e ilustrou as histórias do Tio Remus do mesmo autor. Os livros de ilustrações de Walter Crane, Kate Greenway e Randolph Caldecott também a influenciaram.
Beatrix começou por ilustrar contos tradicionais como "Cinderela", "A Bela Adormecida", "Ali Babá e os Quarenta Ladrões", "O Gato das Botas" e "Capuchinho Vermelho", mas muitas das suas ilustrações incluíam os seus animais de estimação.
Durante a sua adolescência, Beatrix visitava galerias de arte em Londres com bastante frequência e gostava de admirar as exposições de verão e inverno da Royal Academy. O seu diário revela uma evolução nos seus gostos como crítica e a influência do artista Sir John Everett Milliais, um amigo do seu pai que reconheceu o talento crítico de Beatrix. Ainda que Beatrix tivesse um conhecimento profundo de arte, o seu estilo de desenho e de prosa era único.

### Primeiros trabalhos
Na década de 1890, Beatrix e o seu irmão começaram a vender cartões de Natal e para outras ocasiões especiais que eles próprios desenhavam para ganhar algum dinheiro. Sempre que Beatrix ia de férias para Lake District ou para a Escócia, tinha por hábito enviar cartas para crianças que conhecia com desenhos. Os destinatários de muitas destas cartas eram os filhos de uma das suas governantas e uma das suas melhores amigas, Annie Carter Moore, principalmente o seu filho mais velho, Noel, que adoecia com frequência. Em setembro de 1893, quando Beatrix estava de férias em Eastwood, Perthshire, ficou sem assunto para escrever nas cartas, por isso contou-lhe uma história sobre "quatro coelhinhos que se chamavam Flopsy, Mopsy, Cottontail e Peter". Esta tornou-se numa das cartas infantis mais famosas de sempre e tornou-se na base da futura carreira de Beatrix.
Em 1890, a firma Hildesheimer and Faulkner comprou vários dos desenhos do Coelho Benjamim para ilustrar o livro de versos A Happy Pair de Frederic Weatherly. Em 1893, a mesma firma comprou mais desenhos para o livro Our Dear Relations do mesmo autor. No ano seguinte, Beatrix vendeu uma série de ilustrações de rãs e versos para o livro Changing Pictures, uma publicação anual bastante popular na altura. Beatrix ficou satisfeita com este sucesso e decidiu que queria publicar as suas próprias histórias ilustradas.

### Publicação e sucesso

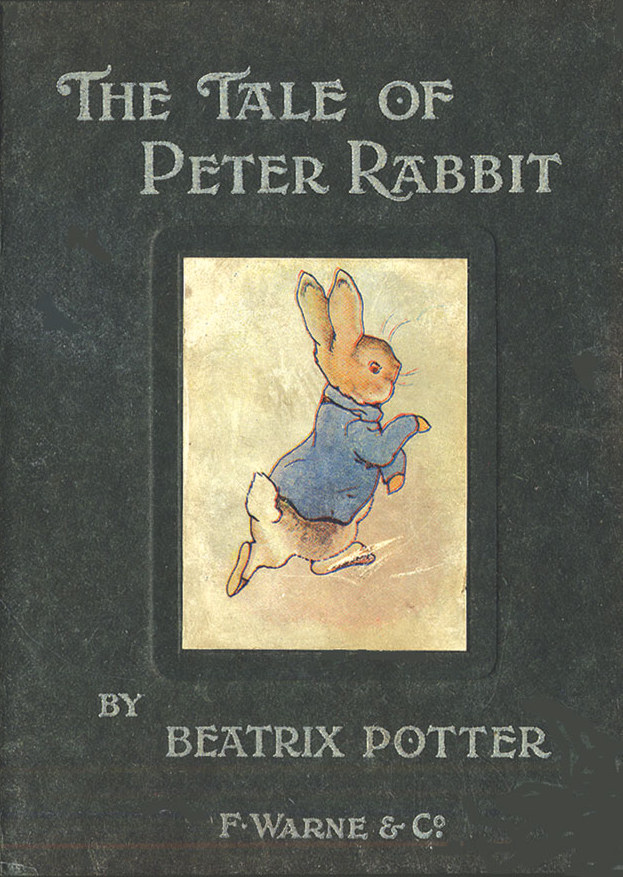
Primeira edição de A História de Pedro Coelho.

Beatrix Potter teve bastantes dificuldades em encontrar uma editora que publicasse as suas histórias. Depois de receber várias cartas de rejeição, ela decidiu tratar do assunto sozinha e criou um livro pequeno a preto e branco com a histórias dos quatro coelhinhos e publicou 250 cópias do mesmo que pagou com o seu próprio dinheiro. Um amigo da família, Canon Hardwicke Rawnsley, ajudou-a a rever a história e mudou-a de prosa para verso. Foi ele que distribuiu cópias do livro por editoras de Londres e uma delas, a Frederick Warne & Co, que já tinha rejeitado as histórias de Beatrix, decidiu publicar o que apelidou de "livro dos coelhinhos". A mudança de posição deveu-se ao facto de a editora querer entrar no mercado dos livros infantis de formato pequeno.  A História do Pedro Coelho foi publicado no dia 2 de outubro de 1902 e foi um enorme sucesso, vendendo 20 000 cópias até ao Natal desse ano. No ano seguinte, foram publicados A História do Esquilo Trinca-Nozes e O Alfaiate de Gloucester que também começaram como cartas ilustradas para os filhos de Annie Carter Moore. Nos anos seguintes, Beatrix trabalhou com o editor Norman Warne e publicou entre dois e três livros de formato pequeno todos anos, atingindo um total de 23 obras publicadas na sua carreira.  
Beatrix era uma mulher de negócios astuta e, em 1903, produziu e patenteou um boneco da sua personagem Pedro Coelho. Ao longo dos anos, foi lançado mais merchandise baseado nas suas personagens, incluindo livros de pintura, jogos de tabuleiro, papel de parede, cobertores para bebés e conjuntos de chá. Todos os produtos tinham direitos de autor e ajudaram Beatrix a ter uma fonte de rendimento própria, para além de terem dado bastante lucro à sua editora.
Beatrix foi uma mulher solteira por muito tempo. Sua mãe a pressionava para que se casasse, pois não aprovava que a filha se sustentasse com a venda dos livros que escrevia e ilustrava. Em 1905, Beatrix e Norman Warne, o seu editor, ficaram noivos. O noivado foi mantido em segredo pois a família de Beatrix Potter desaprovava um noivo que vivia de sua profissão de editor, por considerá-lo de classe inferior. Tragicamente, em 25 de agosto de 1905, um mês depois do pedido, Norman morreu de leucemia, quando tinha 37 anos. Isso deixou Beatrix devastada, mas ela fez o máximo para superar esse momento difícil, trabalhando ainda mais do que o costume. No mesmo ano,  com o dinheiro que ganhou, Beatrix comprou sua primeira propriedade em Lake District, uma fazenda chamada Hill Top, na aldeia de Near Sawrey. A fazenda e seus arredores começaram a aparecer nas suas histórias.

## Casamento

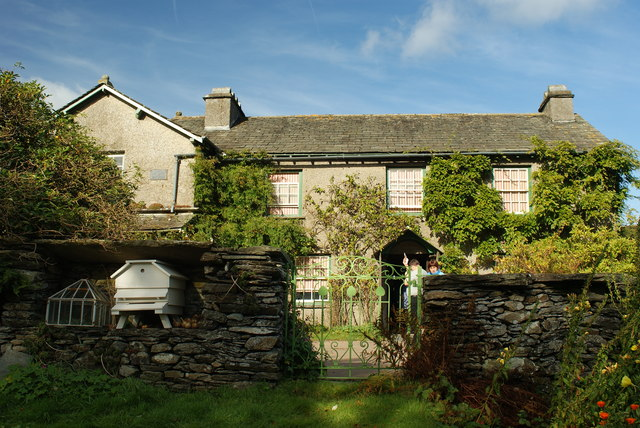
Casa de Beatrix Potter em Hill Top, Near Sawrey.

Em 1913, aos quarenta e sete anos, Beatrix casou-se com William Heelis, um procurador local, e foi morar em Sawrey. Ela passou a desenhar e a escrever menos, dedicando-se às atividades da fazenda, à criação de carneiros e a comprar muitas terras em Lakeland, para preservá-las. Quando Beatrix Potter morreu, em 1943, deixou mais de 4 000 acres e 15 fazendas para o National Trust, uma organização destinada a preservar lugares de interesse histórico ou de grande beleza cênica, na Inglaterra.
Beatrix e William tiveram um casamento feliz que durou trinta anos. Apesar de não terem filhos, Beatrix era um elemento importante da família de William e teve uma relação muito próxima com as suas sobrinhas, que ajudou a educar.

## Morte
Potter faleceu no dia 22 de dezembro de 1943, devido a uma pneumonia e complicações cardíacas em sua residência, chamada Castle Cottage, localizada em Lake District. Os seus restos mortais foram cremados. O seu marido continuou  cuidando das propriedades e do trabalho literário e artístico da esposa até à sua morte, em agosto de 1945,

## Cinema
Em 2006, a vida de Beatrix Potter foi transformada em um filme, Miss Potter de Chris Noonan, com Renée Zellweger e Ewan McGregor como protagonistas. Este filme foi publicado em Portugal (DVD), com o título 'O Mundo Encantado de Beatrix Potter' em conjunto com o livro biográfico do mesmo nome, assinado por Richard Maltby Jr. - Liv. Civilização Ed.(2007).

## Livros em português
No dia 2 de julho de 2009, a Editora Lótus do Saber publicou no Brasil o livro "A História do Pedro Coelho", como parte da coleção dos livros de Beatrix Potter nunca antes editados no formato original. Em Portugal foram publicadas algumas traduções, em especial através da Livraria Civilização Editora e Ed. Verbo e, em menor escala, pela Porto Editora e Europa-América  Ed..
A Livraria Civilização Ed. publicou também, em 2007, em conjunto com o DVD/filme com o mesmo nome, o livro biográfico 'O Mundo Encantado de Beatrix Potter' de Richard Maltby Jr.
Em 2016, a PIM! edições anunciou o lançamento da obra completa de Beatrix Potter, numa coleção de 4 livros. O primeiro volume, Contos Completos 1, foi lançado no dia do 150º aniversário do nascimento da autora. 

## Obras completas
- The Tale of Peter Rabbit - 1902
- The Tale of Squirrel Nutkin - 1903
- The Tailor of Gloucester - 1903
- The Tale of Benjamin Bunny - 1904
- The Tale of Two Bad Mice - 1904
- The Tale of Mrs. Tiggy-Winkle - 1905
- The Tale of The Pie and The Patty-Pan - 1905
- The Tale of Mr. Jeremy Fischer - 1906
- The Story of a Fierce Bad Rabbit - 1906
- The Story of Miss Moppet - 1906
- The Tale of Tom Kitten - 1907
- The Tale of Jemima Puddle-Duck - 1908
- The Tale of Samuel Whiskers or The Roly-Poly Pudding - 1908
- The Tale of the Flopsy Bunnies - 1909
- The Tale of Ginger and Pickles - 1909
- The Tale of Mrs. Tittlemouse - 1910
- The Tale of Timmy Tiptoes - 1911
- The Tale of Mr. Tod - 1912
- The Tale of Pigling Bland - 1913
- Appley Dapply's Nursery Rhymes - 1917
- The Tale of Johnny Town-Mouse - 1918
- Cecily Parsley's Nursery Rhymes - 1922
- The Tale of Little Pig Robinson - 1930